# 全国三八红旗手
全国三八红旗手是中华全国妇女联合会在每年三八妇女节颁给优秀劳动妇女的荣誉称号。

## 概述
全国三八红旗手表彰在中国各条战线上，为社会主义物质文明和精神文明建设做出显著成绩的妇女先进人物。
三八妇女节的成立與共产党有密切關係。1910年8月，在丹麦哥本哈根召开了国际社会主义者第二次妇女代表大会，會上第二国际创始人之一克拉拉·蔡特金提議成立妇女节。1960年，中华全国妇女联合会决定，在纪念三八妇女节五十周年的时候，表彰1万个妇女先进人物和以妇女为主的先进集体，并分别授予“三八红旗手”、“三八红旗集体”的奖状和奖旗。從此，開始了每年三八红旗手的頒布。
1978年9月9日，康克清在“中国妇女第四次全国代表大会”的工作报告中，号召全国妇女广泛开展社会主义劳动竞赛，并开展评选三八红旗手活动。
目前在頒發红旗手同時，還頒發“全国三八红旗集体”、“全国巾帼文明岗”、“全国巾帼建功标兵”、“全国巾帼建功先进集体”等荣誉称号。

## 评选條件
在1979年9月，根据当时的文件，凡具备下列第一项条件，同时具备其他任何一项条件的，均可评选为全国三八红旗手。
1. 热爱党、热爱祖国、热爱社会主义、热爱集体，积极响应党和政府的号召，遵纪守法者。
2. 热爱本职工作，能团结同志在生产工作中做出突出贡献者。
3. 大公无私、作风正派、敢于抵制不正之风，坚决维护国家和集体利益者。
4. 在刻苦学习政治、文化、科技、业务知识等方面有优异成绩者。
5. 用社会主义思想处理好婚姻、家庭关系，在教育子女、计划生育等方面起模范带头作用者。

2024年12月，《全国三八红旗手标兵、全国三八红旗手、全国三八红旗集体、全国巾帼文明岗评选表彰工作暂行办法》审议通过，全国三八红旗手 (标兵) 基本条件为：
（一）年满18周岁的中华人民共和国女性公民。
（二）坚定拥护“两个确立”，坚决做到“两个维护”，自觉在思想上政治上行动上同党中央保持高度一致。
（三）在推进社会主义经济建设、政治建设、文化建设、社会建设、生态文明建设各个领域主动作为、勇挑重担，岗位建功、争创一流，争当时代的书写人、追梦的奋斗者，作出突出贡献，有感人至深的模范事迹，在广大妇女中具有广泛影响力和引领示范作用。
（四）自觉践行社会主义核心价值观，自尊、自信、自立、自强，在社会生活和家庭生活中模范发挥独特作用，积极传承文明、弘扬新风，品德高尚、无私奉献。
（五）全国三八红旗手一般应获得过省级三八红旗手或全国评比达标表彰保留项目中的省部级及以上荣誉，或党和国家推树的重大典型，或在重大项目、突发事件、应急事件等急难险重任务中涌现出来的先进模范等。
（六）全国三八红旗手标兵从全国三八红旗手推荐产生，是全国三八红旗手中的杰出代表。
（七）全国三八红旗手（标兵）不重复授予。